# Lewis Milestone
Lewis Milestone (eredeti neve: Lev Milstein) (Chișinău, 1895. szeptember 30. – Los Angeles, 1980. szeptember 25.) kétszeres Oscar-díjas amerikai filmrendező,  filmproducer és forgatókönyvíró.

## Életrajza
Milestone az Orosz Birodalomban született egy zsidó családban. 1912-ben vándorolt be az Egyesült Államokba még az első világháború előtt. A háború alatt egy híradós századba került, ahol rendező asszisztensként szolgált. Bevetésen nem vett részt. 1919-ben elnyerte az amerikai állampolgárságot.
A háború után Hollywoodba ment, ahol először vágóként kezdett el dolgozni, majd rendezőasszisztensként. A rendezői székbe Howard Hughes segítségével került, és az egyik korai munkájával a Két arab lovaggal az első Oscar ceremónián meg is nyerte a legjobb rendezéséért járó díjat. A film komédia kategóriában nyert, mert az első évben még kettéválasztották a rendezői díjat komédiai és drámai kategóriára.
Második Oscar-díját 1930-ban nyerte a Nyugaton a helyzet változatlannal, amely Erich Maria Remarque azonos című regényéből készült. Következő munkája a Címlapsztori is Oscar jelölést hozott, de díjat ezúttal nem nyert.
Az '50-es években a televíziónak is dolgozott, filmsorozatokat gyártott, de olyan sikerfilmek is a nevéhez fűződnek, mint A Pork Chop-domb (1959) vagy A dicső tizenegy (1960), melyet 2001-ben Steven Soderbergh is nagy sikerrel dolgozott fel Ocean’s Eleven – Tripla vagy semmi címmel. Utolsó mozifilmje a Marlon Brando és Trevor Howard főszereplésével készült Lázadás a Bountyn volt.
Milestone 1980. szeptember 20-án hunyt el. Örök nyugalomra a Los Angeles-i Westwood Village temetőben helyezték.

## Oscar-díjai és jelölései
- Oscar-díj
  - 1929 díj: legjobb rendező - Két arab lovag
  - 1930 díj: legjobb rendező - Nyugaton a helyzet változatlan
  - 1940 jelölés: legjobb rendező  - Címlapsztori

## Fontosabb filmjei
- 1962 - Lázadás a Bountyn (Mutiny on the Bounty) rendező
- 1960 - A dicső tizenegy (Ocean's Eleven) rendező, producer
- 1959 - A Pork Chop-domb (Pork Chop Hill) rendező
- 1949 - A vörös póni (The Red Pony) rendező, producer
- 1948 - A diadalív árnyékában (Arch of Triumph) rendező, forgatókönyvíró
- 1946 - Martha Ivers furcsa szerelme (The Strange Love of Martha Ivers) rendező
- 1945 - Séta a napsütésben (A Walk in the Sun) rendező
- 1943 - A sötétség széle (Edge of Darkness) rendező
- 1939 - Egerek és emberek (Of Mice and Men) rendező, producer
- 1931 - Címlapsztori (The Front Page) rendező, producer
- 1930 - Nyugaton a helyzet változatlan (All Quiet on the Western Front)rendező
- 1928 - A bűnbanda (The Racket) rendező
- 1927 - Két arab lovag (Two Arabian Knights) rendező

## Fordítás
- Ez a szócikk részben vagy egészben  a   Lewis_Milestone című angol Wikipédia-szócikk fordításán alapul.  Az eredeti cikk szerkesztőit annak laptörténete sorolja fel. Ez a jelzés csupán a megfogalmazás eredetét és a szerzői jogokat jelzi, nem szolgál a cikkben szereplő információk forrásmegjelöléseként.